# 红点团扇蟹
红点团扇蟹（学名：Ozius guttatus）为扇蟹科团扇蟹属的动物。分布于日本、萨莫亚、托里斯海峡、澳大利亚、毛里求斯、红海以及中国大陆的海南岛等地，主要生活于海水。